# Sylvius Kreutz
Sylvius Kreutz (1671? – 8. července 1754) byl rakouský zvonař, který působil převážně v Horním Rakousku a v jižních Čechách. V roce 1702 již pracoval jako mistr v dílně u zvonaře Melchiora Schorera v Linci. Kromě své hlavní činnosti jako výrobce zvonů se také podílel na výrobě vodních čerpadel v klášterech Sankt Florian a Melk.

## Varianty jména
Jeho jméno se vyskytuje v různých podobách – Silvius Creuz, Sylvius Creiz, Silvio Creuz, Silvio Croce, Silvio de Cruce, Silvius Kreuz, Sylvius Kreutz, Sylvius Kreuz.

## Zvony

### Práce během dočasného pobytu v Českých Budějovicích
- 1702, 1709 a 1713 zvony pro Vyšebrodský klášter
- 1704 zvon zasvěcený Panně Marii v kostele svatého Martina v Chelčicích[1][2]
- 1705 Umíráček pro Černou věž v Českých Budějovicích[1]
- 1705 a 1708 zvony pro poutní kostel v Kájově. Malý zvon, přelitý v roce 1708 a určený k vyzvánění na mši, byl při zavěšování rozbit[3]

### Práce během svého působení v Linci (1709–1745)
- 1721, 1727 a 1741 několik zvonů pro klášter v Lambachu
- 1723 tři velké zvony (Bumerin, Marta a Poledník – rekvírován v roce 1917) pro Černou věž v Českých Budějovicích,[1][4] poté menší zvon Oktáva; při dalším kratším pobytu v Českých Budějovicích[5]
- 1724 přelit zvon Oktáva pro Černou věž v Českých Budějovicích a zdarma odlity další malé zvony pro kapli svatého Jakuba[1]
- 1728 velký zvon v Ondřejově,[6] zaniklé obci v dnešním Vojenském újezdu Boletice. V roce 1917 byl rekvírován pro válečné účely
- 1729 pět zvonů pro klášter Zlatá Koruna
- 1731 pět zvonů pro nově přestavěný farní kostel ve Welsu (největší je stále zachován) a tři zvony pro Pregarten
- 1733 pět zvonů pro klášter Wilhering, po velkém požáru 6. března 1733
- 1739 zvon ve Světlíku[7]
- 1740 zvon ve farním kostele v obci Dorfstetten v okrese Melk
- 1742 Rožmberk nad Vltavou

### Práce po roce 1745
- 1745 Želnava
- 1746 Kaplice
- 1747 Hořice na Šumavě
- 1748 jeden nebo dva zvony pro poutní baziliku Maria Taferl poblíž Melku; Soumarský zvon pro kostel svatého Víta v Českém Krumlově, rekvírovaný v březnu 1917[8]
- 1749 Dolní Vltavice[9]

## Galerie

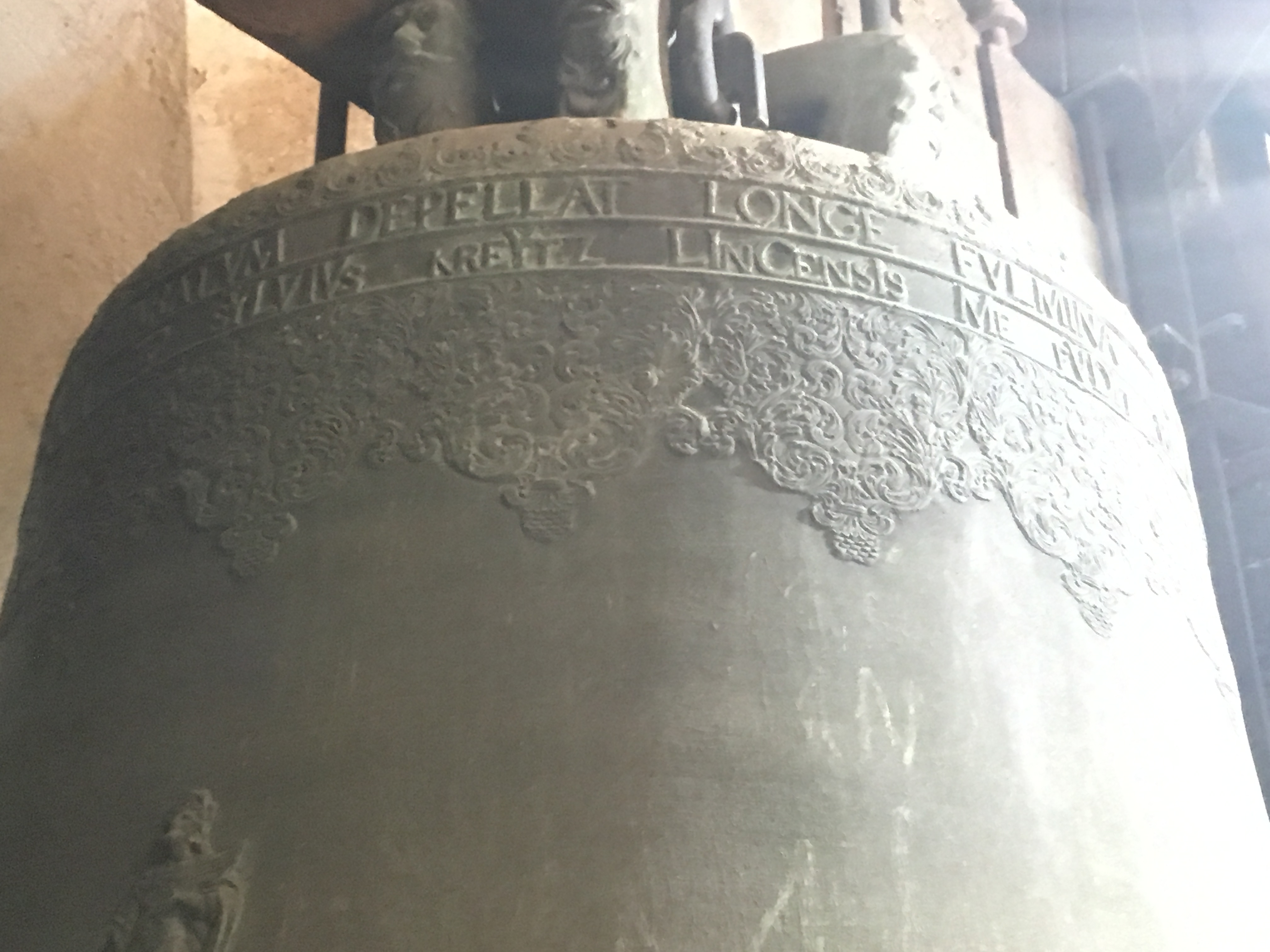
Zvon Bumerin – detail nápisu (Sylvivs Kreytz)
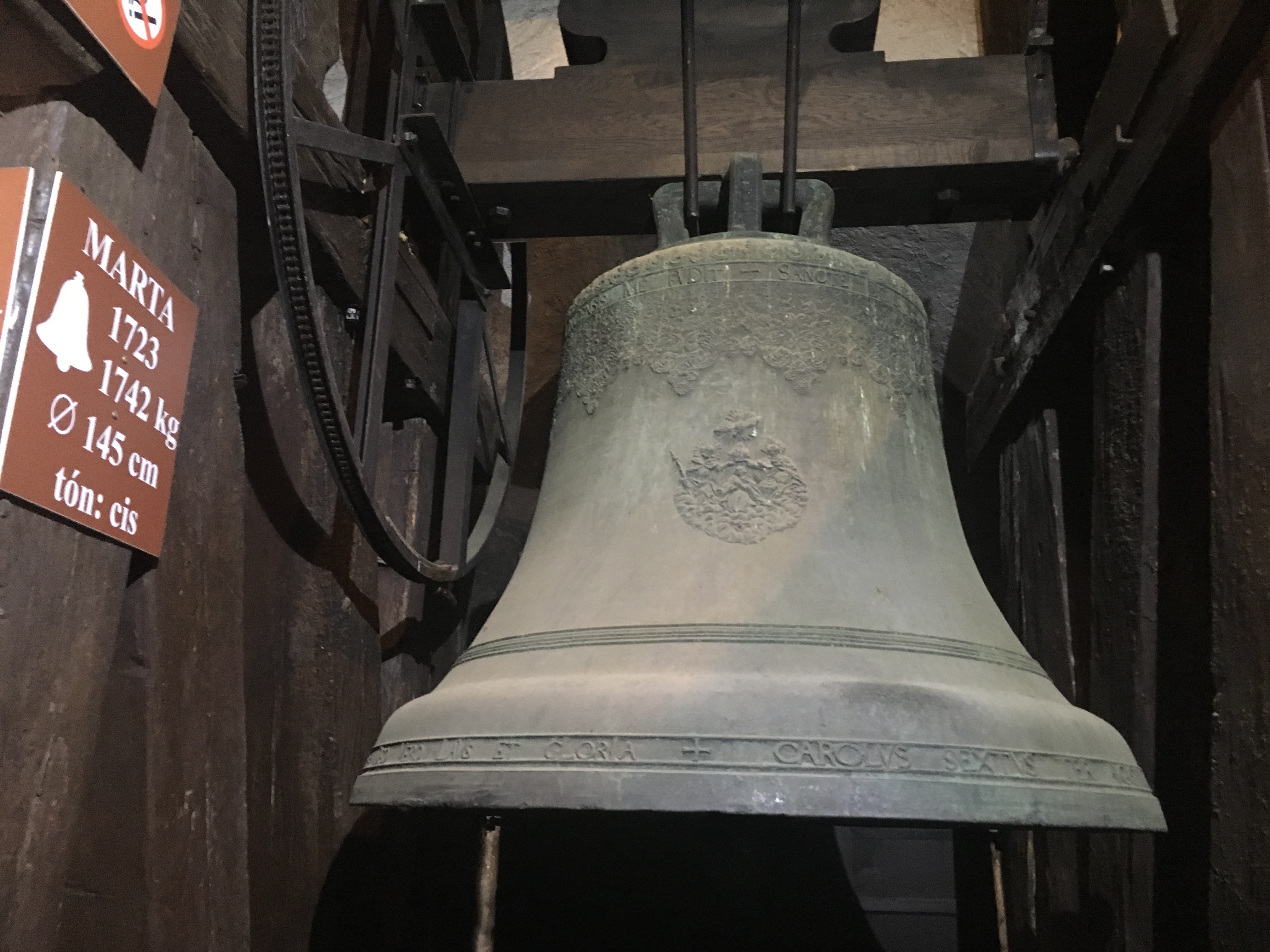
Zvon Marta